# Friedrich Achmann
Friedrich Achmann (fl. XVI secolo) è stato un pittore svizzero.

## Biografia
Ricordato come pittore di stemmi e di araldica, nel 1598 fu assunto per eseguire le decorazioni pittoriche del castello di Lenzbourg, residenza dei governatori di Berna.